# Begonia libera
Espèce
Synonymes
- Begoniella libera L.B.Sm. & B.G.Schub.[1]

Begonia libera est une espèce de plantes de la famille des Begoniaceae. Ce bégonia est originaire de Colombie. L'espèce fait partie de la section Semibegoniella. Elle a été décrite en 1946 sous le basionyme de Begoniella libera par Lyman Bradford Smith (1904-1997) et Bernice Giduz Schubert (1913-2000), puis recombinée par ces derniers en 1955 dans le genre Begonia.

## Répartition géographique
Cette espèce est originaire du pays suivant : Colombie.